# Manshus
Manshus, eller männens hus, är en särskild byggnad där männen kunde samlas för t. ex. vissa kultiska eller magiska förehavanden (hemliga sällskap), olika hantverkssysslor eller sexuellt umgänge med byns ogifta flickor.
Sådana "klubbar" fanns tidigare särskilt i Oceanien, Östafrika, Bortre Indien och hos en del indianfolk.